# 500-km-Rennen von Mugello 1966

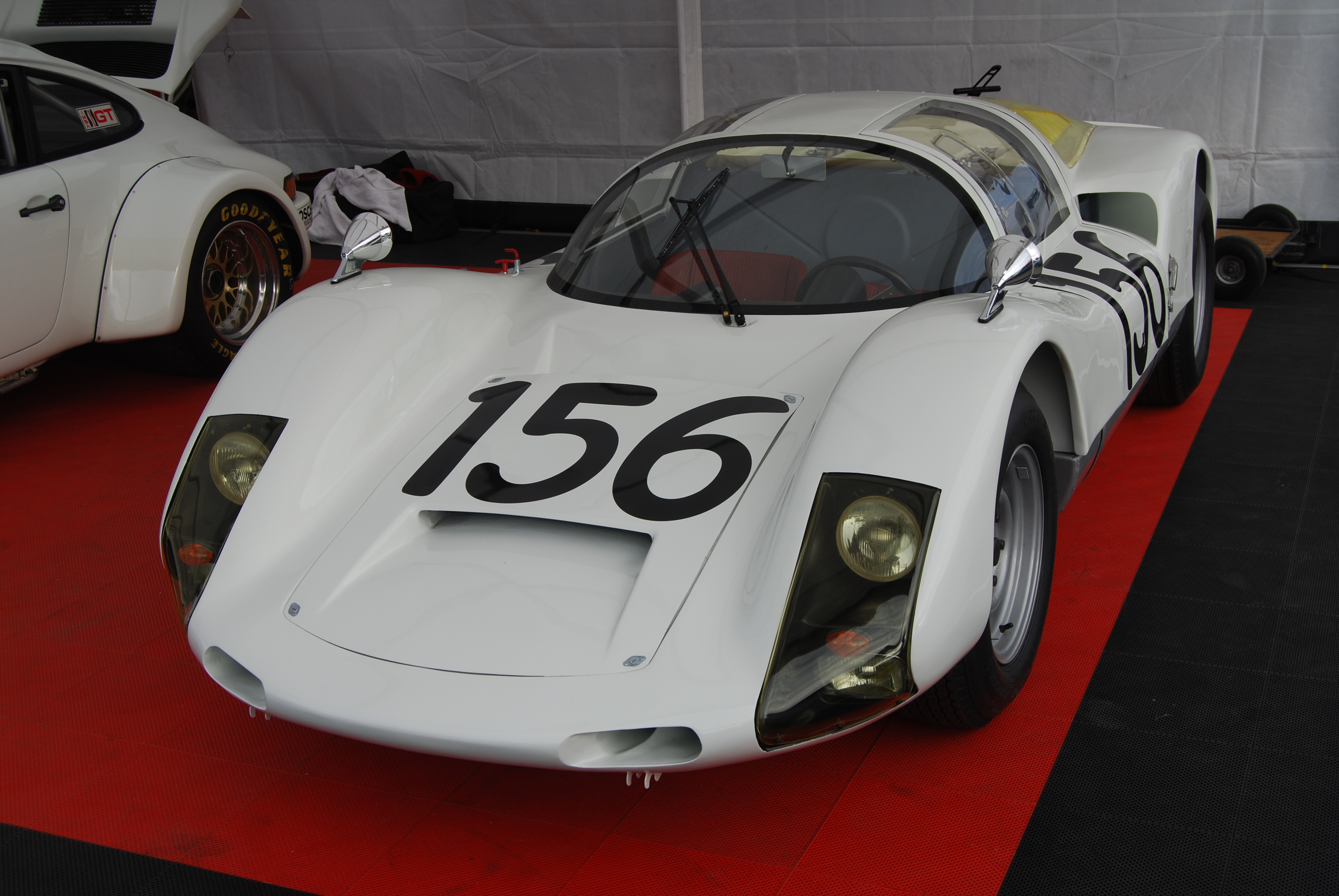
Der Porsche 906 auf dem Mike De Udy und Peter de Klerk den fünften Gesamtrang erreichten

Das 500-km-Rennen von Mugello 1966, der Große Preis von Mugello, auch Circuit of Mugello, fand am 17. Juli auf dem Circuito stradale del Mugello statt und war der achte Wertungslauf der Sportwagen-Weltmeisterschaft dieses Jahres.

## Das Rennen
Zum zweiten Mal nach 1965 zählte das Rennen auf dem Mugello-Straßenkurs zur Sportwagen-Weltmeisterschaft. Mit einer Streckenlänge von 66,200 km war eine Runde auf dem Circuito stradale del Mugello die zweitlängste der Saison. Mit einer Länge von 72,000 km war nur die Runde auf dem Piccolo circuito delle Madonie der Targa Florio länger.
Zum Unterschied zur Veranstaltung aus dem Vorjahr, als sich unter den 55 gestarteten Teams nur ein nichtitalienisches befand, war die Besetzung 1966 internationaler. Das Rennen gewannen Gerhard Koch und Jochen Neerpasch auf einem Werks-Porsche 906. Im Ziel betrug der Vorsprung auf den zweitplatzierten und alleinfahrenden Enrico Pinto im Alfa Romeo GTA 2 ½ Minuten.

## Ergebnisse

### Schlussklassement
| 1               | S + 1.6  | 158 | Porsche System         | Gerhard Koch Jochen Neerpasch              | Porsche 906                    | 8  |
| 2               | T 1.6    | 11  | Autodelta              | Enrico Pinto                               | Alfa Romeo GTA                 | 8  |
| 3               | T 1.6    | 16  | Autodelta              | Nanni Galli Ignazio Giunti                 | Alfa Romeo GTA                 | 8  |
| 4               | S 1.6    | 146 | Autodelta              | Romano Martini Alessandro Federico         | Alfa Romeo Giulia TZ2          | 8  |
| 5               | S + 1.6  | 156 |                        | Mike De Udy Peter de Klerk                 | Porsche 906                    | 8  |
| 6               | S 1.3    | 136 |                        | Luigi Taramazzo Giulio Bona                | Abarth 1300 OT                 | 8  |
| 7               | GT + 1.6 | 98  |                        | Renzo Sinibaldi Maurizio Grana             | Ferrari 275 GTB/C              | 8  |
| 8               | GT + 1.6 | 99  | Tullio Sergio Marchesi | Tullio Sergio Marchesi Francesco Lessona   | Ferrari 275 GTB/C              | 8  |
| 9               | S 1.3    | 124 |                        | Giuseppe Rebaudi Romano Ramoino            | Abarth 1300 OT                 | 8  |
| 10              | S 1.3    | 123 |                        | Jean-François Piot Paolo Alberto Paganelli | Alpine A110                    | 8  |
| 11              | GT + 1.6 | 92  | BMC                    | Andrew Hedges Robin Widdows                | MGB                            | 8  |
| 12              | T 1.3    | 1   |                        | Angelo Rizzo Sandro Munari                 | Lancia Fulvia                  | 8  |
| 13              | T 2.0    | 34  |                        | Claudio Maglioli Enrico Romanini           | Lancia Fulvia Zagato           | 8  |
| 14              | T 1.6    | 20  |                        | Angelo Corio                               | Alfa Romeo GTA                 | 8  |
| 15              | T 1.6    | 143 |                        | Giorgio Bianchi Aladino Stefanelli         | Alfa Romeo Giulia TZ           | 7  |
| 16              | T 1.6    | 142 |                        | Girolamo Capra Gianni Lado                 | Alfa Romeo Giulia TZ           | 7  |
| 17              | T 1.3    | 122 |                        | Carlo Zuccoli Achille Marzi                | Abarth 1300 OT                 | 7  |
| 18              | P + 2.0  | 195 |                        | Antonio Nicodemi Carlo Facetti             | Ferrari 250LM                  | 7  |
| 19              | GT + 1.6 | 102 |                        | Sergio Bettoja Carlo Fabri                 | Porsche 911                    | 7  |
| 20              | T 1.3    | 3   |                        | „Aquilotto“ Enrico Agostini                | Morris Mini Cooper S           | 7  |
| 21              | GT 1.3   | 60  |                        | Luigi Foschi Luigi Malanca                 | Lancia Fulvia HF               | 7  |
| 22              | GT 1.3   | 54  |                        | Giuliano Facetti Ugo Locatelli             | Lancia Fulvia HF               | 7  |
| 23              | P 1.0    | 164 |                        | Mauro Nesti Demetrio Martino               | Fiat-Abarth 1000SP             | 7  |
| 24              | GT + 1.6 | 96  |                        | Paul Vestey Richard Ward                   | Porsche 911                    | 7  |
| 25              | T 1.3    | 6   |                        | Franco Zaniratti                           | Morris Mini Cooper S           | 7  |
| 26              | GT 1.3   | 55  |                        | Giovanni Marini Luigi Cabella              | Lancia Fulvia HF               | 7  |
| 27              | S 1.3    | 126 |                        | Leo Cella Johannes Ortner                  | Abarth 1300 OT                 | 7  |
| 28              | T 3.0    | 44  |                        | Paolo Bianchi Giancarlo Galimberti         | Alfa Romeo 2600                | 7  |
| 29              | GT 1.3   | 57  |                        | Paolo de Leonibus Renata Angiolini         | Lancia Fulvia HF               | 7  |
| 30              | GT + 1.6 | 97  |                        | Edward Nelson                              | Jaguar E-Type                  | 7  |
| 31              | GT 1.6   | 82  |                        | Bruno Zavagli Umberto Papini               | Porsche 912                    | 7  |
| 32              | T 3.0    | 45  |                        | Paolo Gardi Michele Terminiello            | Fiat 2300                      | 7  |
| 33              | GT 1.3   | 61  |                        | Ansano Cecchini Giovanni Cecchini          | Lancia Fulvia HF               | 7  |
| 34              | T 3.0    | 42  |                        | Marino Bonomi Sandro Bonomi                | Alfa Romeo 2600 Sprint         | 7  |
| 35              | GT 1.6   | 80  |                        | James Bernard Fortmann Maurizio Masini     | Lotus Elan                     | 7  |
| 36              | GT 1.6   | 74  |                        | Pierre Papazian Anthony Noghes             | Lotus Elan                     | 7  |
| 37              | GT 1.3   | 58  |                        | Piero Amato Antonio Maglione               | Lancia Fulvia HF               | 7  |
| 38              | P 2.0    | 175 |                        | Giuseppe Rossi                             | Osca MT4 1350                  | 7  |
| 39              | GT 1.6   | 79  |                        | Mario Facca                                | Porsche 912                    | 7  |
| 40              | GT 1.6   | 81  |                        | Giuseppe Mariella                          | Porsche 356B 1600              | 7  |
| 41              | GT 1.3   | 52  |                        | Michel Pilet                               | Triumph Spitfire               | 7  |
| 42              | T 1.3    | 4   |                        | Franco Boroni Pier-Luigi Muccini           | Alfa Romeo Giulietta           | 7  |
| 43              | S 1.0    | 112 |                        | Anzio Zucchi Mariano Moselli               | Fiat-Abarth 1000 Bialbero      | 7  |
| 44              | T 1.3    | 2   |                        | Federico Giunta Carlo Cremascoli           | Morris Mini Cooper S           | 7  |
| 45              | P 2.0    | 171 |                        | Clive Baker John Moore                     | Austin-Healey Sprite           | 6  |
| 46              | T 2.0    | 32  |                        | Armeno Degli Innocenti Piero Falorni       | Lancia Flavia                  | 6  |
| 47              | GT 1.6   | 72  |                        | Giacomo Gaggioli                           | Porsche 356 1600               | 6  |
| Nicht klassiert |          |     |                        |                                            |                                |    |
| 48              | T 1.6    | 21  | Autodelta              | Spartaco Dini                              | Alfa Romeo GTA                 | 6  |
| 49              | T 2.0    | 31  |                        | Ricciardo Ricci Alberto Triboldi           | BMW 1800                       | 6  |
| 50              | GT 1.3   | 59  |                        | Mario Regis                                | Lancia Fulvia                  | 6  |
| 51              | GT 1.3   | 64  |                        | Grahame White Terry Hunter                 | Austin-Healey Speedwell Sprite | 6  |
| 52              | GT + 1.6 | 94  |                        | Francesco Gragnoli Andrea Polli            | Austin-Healey 3000             | 6  |
| 53              | S 1.3    | 125 |                        | Jon Samuel Mike Franey                     | Diva GT                        | 6  |
| 54              | S 1.3    | 128 |                        | Charles Hodgson A. F. Pateman              | Triumph Spitfire               | 6  |
| 55              | S 1.6    | 147 |                        | Attilio Brandi                             | Alfa Romeo Giulia              | 6  |
| 56              | S + 1.6  | 151 |                        | Turillo Barbuscia A. Carancini             | Porsche 904 GTS                | 6  |
| 57              | P 1.0    | 161 |                        | Roy Johnson Guy Edwards                    | Marcos Mini GT                 | 6  |
| 58              | P 1.0    | 165 |                        | Secondo Ridolfi Bruno Momigliano           | Lotus 23                       | 6  |
| Ausgefallen     |          |     |                        |                                            |                                |    |
| 59              | GT 1.3   | 51  |                        | Fred Gysler                                | Triumph Spitfire               | 6  |
| 60              | GT 1.3   | 53  |                        | Germano Nataloni Antonio Maglione          | Lancia Fulvia HF               | 6  |
| 61              | S + 1.6  | 154 | Mauro Cintolesi        | Mauro Cintolesi                            | Porsche 906                    | 6  |
| 62              | P 2.0    | 181 |                        | Jack Wheeler Harry Martin                  | Austin-Healey Sebring Sprite   | 6  |
| 63              | T 1.3    | 5   |                        | Carlo Cremascoli Federico Giunta           | Morris Mini Cooper             | 5  |
| 64              | GT 1.3   | 62  |                        | Ugo de Giorgio                             | Morris Mini Cooper             | 5  |
| 65              | S 1.3    | 131 |                        | Ernst Furtmayr                             | Abarth 1300 OT                 | 5  |
| 66              | S + 1.6  | 155 | Charles Vögele         | Charles Vögele Jo Siffert                  | Porsche 906                    | 5  |
| 67              | P 1.0    | 166 |                        | Luciano Verrocchio Jonathan Williams       | De Sanctis                     | 5  |
| 68              | T 3.0    | 43  |                        | Piero Botalla                              | Alfa Romeo 2600                | 4  |
| 69              | T 3.0    | 47  |                        | Alessandro Ragazzini Cesare Sangiorgi      | Alfa Romeo 2600                | 4  |
| 70              | GT 1.6   | 78  |                        | Rolando Parth Mauro Baldo                  | Porsche 912                    | 4  |
| 71              | S 1.3    | 135 |                        | Enrico Bettoni Roberto Benelli             | Abarth 1300 OT                 | 4  |
| 72              | S 1.3    | 141 |                        | Roberto Dolfi Moreno Baldi                 | Alfa Romeo Giulia TZ           | 4  |
| 73              | P 2.0    | 176 |                        | Raffaello Rosati                           | Maserati Tipo 60               | 4  |
| 74              | GT 1.3   | 65  |                        | Piero Conte Dorando Malinconi              | Lancia Fulvia HF               | 3  |
| 75              | S 1.3    | 132 |                        | Jean Vinatier Gianni Vacca                 | Alpine A110                    | 3  |
| 76              | T 1.3    | 7   |                        | Gianfranco Padoan                          | Lancia Fulvia HF               | 2  |
| 77              | T 2.0    | 33  |                        | Pietro Corbellini Giorgio Pianta           | BMW 1800 Ti                    | 2  |
| 78              | T 2.0    | 35  |                        | Francesco Nesti                            | Lancia Flavia                  | 2  |
| 79              | GT 1.3   | 66  |                        | Giampaolo Caroli Cesare Innocenti          | Lancia Fulvia HF               | 2  |
| 80              | GT 1.6   | 77  |                        | Erminio Merlo Leonardo Duerst              | Lotus Elan                     | 2  |
| 81              | P 1.0    | 163 |                        | Vittorio Venturi                           | Fiat-Abarth 1000SP             | 2  |
| 82              | P 2.0    | 182 |                        | Alberto Luti                               | Porsche 904 GTS                | 2  |
| 83              | T 1.6    | 14  |                        | Carlo Benelli Aldo Horvat                  | Alfa Romeo GTA                 | 1  |
| 84              | S 1.3    | 121 |                        | Giampiero Biscaldi Giuseppe Virgilio       | Abarth 1300 OT                 | 1  |
| 85              | S 1.3    | 129 |                        | Johannes Ortner                            | Abarth 1300 OT                 | 1  |
| 86              | S 1.6    | 145 |                        | Andreas Eichhorn Paul Frederich            | Lotus Elan                     | 1  |
| 87              | P 1.0    | 162 |                        | Luigi Tommasi Paolo Gargano                | Fiat-Abarth 1000SP             | 1  |
| 88              | P 2.0    | 178 |                        | Tim Lalonde William Dulles                 | Marcos Mini GT                 | 1  |
| 89              | P + 2.0  | 199 |                        | Asheton Cross                              | AC Cobra                       | 1  |
| 90              | S 1.3    | 134 |                        | Gianni Varese Sergio Morando               | Abarth 1300 OT                 | 1  |
| 91              | P + 2.0  | 191 |                        | Roberto Bussinello                         | De Tomaso Sport 5000           | 1  |
| Nicht gestartet |          |     |                        |                                            |                                |    |
| 92              | T 1.6    | 19  |                        | Walter Dona                                | Alfa Romeo GTA                 | 1  |
| 93              | T 2.0    | 37  |                        | Germano Nataloni Antonio Maglione          | Lancia Flavia                  | 2  |
| 94              | GT 1.6   | 71  |                        | Paolo Senni A. Magnani                     | Porsche 356                    | 3  |
| 95              | GT 1.6   | 76  |                        | Rolando Tarenghi                           | Porsche 356 SC                 | 4  |
| 96              | GT 1.6   | 83  |                        | Zio Po                                     | Alfa Romeo Giulia SS           | 5  |
| 97              | GT 1.6   | 84  |                        | Antonio Porro                              | Porsche 912                    | 6  |
| 98              | S 1.3    | 127 |                        | Marie-Louise Mermod                        | Alpine A110                    | 7  |
| 99              | S 1.3    | 133 |                        | Clemente Avventurieri                      | Abarth 1300 OT                 | 8  |
| 100             | S 1.3    | 114 |                        | Ildefonso Torriani Teodoro Zeccoli         | Alfa Romeo Giulia TZ           | 9  |
| 101             | P 2.0    | 170 |                        | André Wicky                                | Porsche 906                    | 10 |
| 102             | P 2.0    | 172 |                        | Antonio Finiguerra                         | Porsche 906                    | 11 |
| 103             | T        |     |                        | Jean Vinatier                              | Alpine A110                    | 12 |

1 nicht gestartet
2 nicht gestartet
3 nicht gestartet
4 nicht gestartet
5 nicht gestartet
6 nicht gestartet
7 nicht gestartet
8 nicht gestartet
9 nicht gestartet
10 nicht gestartet
11 nicht gestartet
12 Trainingswagen

### Nur in der Meldeliste
Hier finden sich Teams, Fahrer und Fahrzeuge, die ursprünglich für das Rennen gemeldet waren, aber aus den unterschiedlichsten Gründen daran nicht teilnahmen.
| Pos. | Klasse   | Nr. | Team    | Fahrer                               | Chassis                   |
| ---- | -------- | --- | ------- | ------------------------------------ | ------------------------- |
| 104  | S + 1.6  |     |         | Umberto Maglioli Mario Casoni        | Ford GT40                 |
| 105  | S 1.0    |     |         | Mariano Spadafora                    | Fiat-Abarth 1000          |
| 106  | GT 1.3   |     |         | Luigi Cabella                        | Lancia Fulvia HF          |
| 107  | S + 1.6  |     |         | Antonio Nicodemi                     | Ferrari 250LM             |
| 108  | S + 1.6  |     |         | George Drummond                      | Ferrari 250LM             |
| 109  | S + 1.6  |     |         | Gano                                 | Porsche 904 GTS           |
| 110  | T 1.6    |     |         | Mike Donnegan                        | Isuzu Bellett             |
| 111  | T 1.3    | 8   |         |                                      | Lancia Fulvia HF          |
| 112  | T 1.6    | 12  |         | Vincenzo Nember Alessandro Uberti    | Alfa Romeo GTA            |
| 113  | T 1.6    | 12  |         | Rinaldo Parmigiani Enrico Pinto      | Alfa Romeo GTA            |
| 114  | T 1.6    | 12  |         | Ignazio Giunti                       | Alfa Romeo GTA            |
| 115  | T 2.0    | 36  |         | Antonio Maglione                     | Lancia Flavia             |
| 116  | GT 1.3   | 56  |         |                                      | Lancia Fulvia HF          |
| 117  | GT 1.3   | 63  |         | Gastone Zanarotti Walter Dona        | Triumph Spitfire          |
| 118  | GT 1.3   | 67  |         | Giovanni Marini                      | Lancia Fulvia             |
| 119  | GT 1.6   | 72  |         | Trevor Howard Start Allen            | Lotus Elan                |
| 120  | GT 1.6   | 73  |         | Paolo Gargano                        | Alfa Romeo Giulia         |
| 121  | GT 1.6   | 75  |         | Jan Oestlund                         | Porsche 356               |
| 122  | GT + 1.6 | 93  |         | Olmer Harris                         | Shelby Cobra              |
| 123  | GT + 1.6 | 100 |         | John Scott-Davies                    | Jaguar E-Type             |
| 124  | GT + 1.6 | 101 |         | Riccardo Sambuco                     | Jaguar E-Type             |
| 125  | GT + 1.6 | 103 |         | Carlo Benelli                        | Ferrari 275 GTB           |
| 126  | S 1.0    | 110 |         | Gian-Battista Mainetti               | Abarth 1000               |
| 127  | S 1.0    | 114 |         | Domenico Lo Coco                     | Abarth 1000               |
| 128  | S 1.0    | 115 |         | Maurizio Pinchetti Jacopo Trivellato | Abarth 1000               |
| 129  | S 1.3    | 130 |         | Enzo Buzzetti                        | Abarth 1300 OT            |
| 130  | S + 1.6  | 152 |         | Roberto Benelli                      | Ferrari 250LM             |
| 131  | S + 1.6  | 153 |         | Sergio Bettoja Gianni Bulgari        | Porsche 906               |
| 132  | S + 1.6  | 157 |         | Art Swanson Robert Ennis             | Ferrari 250LM             |
| 133  | S + 1.6  | 159 |         | Mario Casoni Nino Vaccarella         | Ferrari 250LM             |
| 134  | P 2.0    | 173 |         | Roberto Bertuzzi Igino Scarpanti     | Aguzzoli Condor           |
| 135  | P 2.0    | 174 |         | Gianfranco Rovetta Marsilio Pasotti  | Ferrari Dino 206S         |
| 136  | P 2.0    | 177 |         | Michael Merrick                      | Marcos Mini GT            |
| 137  | P 2.0    | 179 |         | Pier-Luigi Muccini                   | Osca                      |
| 138  | P 2.0    | 180 |         | Lorenzo Bandini                      | Ferrari Dino 206S         |
| 139  | P + 2.0  | 192 |         | Moreno Baldi                         | Ferrari 330P3             |
| 140  | P + 2.0  | 193 |         | Giancarlo Scotti                     | Scotti                    |
| 141  | P + 2.0  | 194 |         | Antonio Nieri                        | Bizzarrini GT Strada 5300 |
| 142  | P + 2.0  | 196 | Ferrari | Ludovico Scarfiotti                  | Ferrari 330P3             |
| 143  | P + 2.0  | 197 | Ferrari |                                      | Ferrari Dino 206S         |

### Klassensieger
| Klasse   | Fahrer           | Fahrer               | Fahrzeug                  | Platzierung im Gesamtklassement |
| -------- | ---------------- | -------------------- | ------------------------- | ------------------------------- |
| P + 2.0  | Antonio Nicodemi | Carlo Facetti        | Ferrari 250LM             | Rang 18                         |
| P 2.0    | Giuseppe Rossi   |                      | Osca MT4 1350             | Rang 38                         |
| P 1.0    | Mauro Nesti      | Demetrio Martino     | Fiat-Abarth 1000SP        | Rang 23                         |
| S + 1.6  | Gerhard Koch     | Jochen Neerpasch     | Porsche 906               | Gesamtsieg                      |
| S 1.6    | Romano Martini   | Alessandro Federico  | Alfa Romeo Giulia TZ2     | Rang 4                          |
| S 1.3    | Luigi Taramazzo  | Giulio Bona          | Abarth 1300 OT            | Rang 6                          |
| S 1.0    | Anzio Zucchi     | Mariano Moselli      | Fiat-Abarth 1000 Bialbero | Rang 43                         |
| GT + 1.6 | Renzo Sinibaldi  | Maurizio Grana       | Ferrari 275 GTB/C         | Rang 7                          |
| GT 1.6   | Bruno Zavagli    | Umberto Papini       | Porsche 912               | Rang 31                         |
| GT 1.3   | Luigi Foschi     | Luigi Malanca        | Lancia Fulvia HF          | Rang 21                         |
| T 3.0    | Paolo Bianchi    | Giancarlo Galimberti | Alfa Romeo 2600           | Rang 28                         |
| T 2.0    | Claudio Maglioli | Enrico Romanini      | Lancia Fulvia Zagato      | Rang 13                         |
| T 1.6    | Enrico Pinto     |                      | Alfa Romeo GTA            | Rang 2                          |
| T 1.3    | Angelo Rizzo     | Sandro Munari        | Lancia Fulvia             | Rang 12                         |

### Renndaten
- Gemeldet: 143
- Gestartet: 91
- Gewertet: 47
- Rennklassen: 14
- Zuschauer: unbekannt
- Wetter am Renntag: wechselhaft
- Streckenlänge: 66,200 km
- Fahrzeit des Siegerteams: 4:55:57,000 Stunden
- Gesamtrunden des Siegerteams: 8
- Gesamtdistanz des Siegerteams: 529,600 km
- Siegerschnitt: 107,369 km/h
- Pole Position: keine
- Schnellste Rennrunde: Gerhard Koch – Porsche 906 (#158) – 35:04,500 = 113,243 km/h
- Rennserie: 8. Lauf zur Sportwagen-Weltmeisterschaft 1966